# Port Gibson
Port Gibson is een plaats (city) in de Amerikaanse staat Mississippi, en valt bestuurlijk gezien onder Claiborne County.
De plaats ligt aan de spoorweg tussen Baton Rouge en Vicksburg.

## Demografie
Bij de volkstelling in 2000 werd het aantal inwoners vastgesteld op 1840.
In 2006 is het aantal inwoners door het United States Census Bureau geschat op 1731, een daling van 109 (-5,9%).

## Geografie
Volgens het United States Census Bureau beslaat de plaats een oppervlakte van 4,5 km², geheel bestaande uit land. Port Gibson ligt op ongeveer 45 m boven zeeniveau.

## Plaatsen in de nabije omgeving
De onderstaande figuur toont nabijgelegen plaatsen in een straal van 40 km rond Port Gibson.

## Geboren
- Earl Van Dorn (1820-1863), generaal
- Pete Brown (1935-2015), golfer